# 義龍會
義龍會在姬路市本部的設置地，日本的黑社會指定暴力團之一・六代目山口組的3次團體，上部團體古川組。

## 最高幹部
- 會長・竹垣　悟（初代古川組舍弟頭補佐）

## 旗下團體
- 關八興業
- 關八興業札幌同志會
- 關八興業友安組
- 關八興業長沼組
- 關八興業洲裟連合
- 關龍會